# Museu da Cultura Mundial (Gotemburgo)
O Museu da Cultura Mundial (Världskulturmuseet) é um dos museus mais visitados da cidade sueca de Gotemburgo, estando localizado na mesma zona do parque de diversões Liseberg e do pavilhão da ciência Universeum.

Abriu em 2004 e tem como objetivo abordar através de exposições e eventos questões atuais do nosso Mundo e do nosso tempo, de uma forma interdisciplinar e global.

O edifício tem uma arquitetura moderna, da autoria de Cécile Brisac e Edgar Gonzalez.

## Galeria

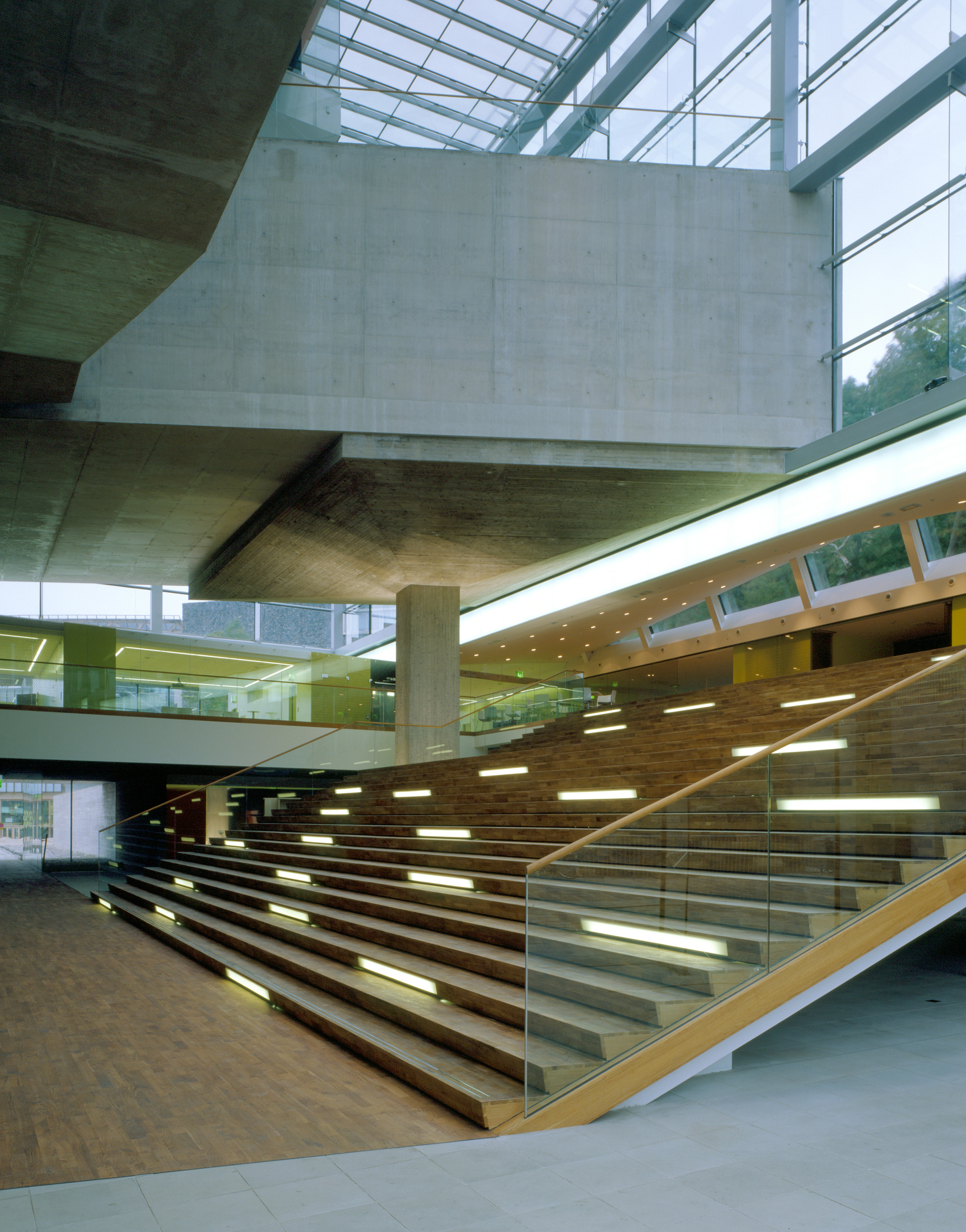
Escadaria de assistência a eventos
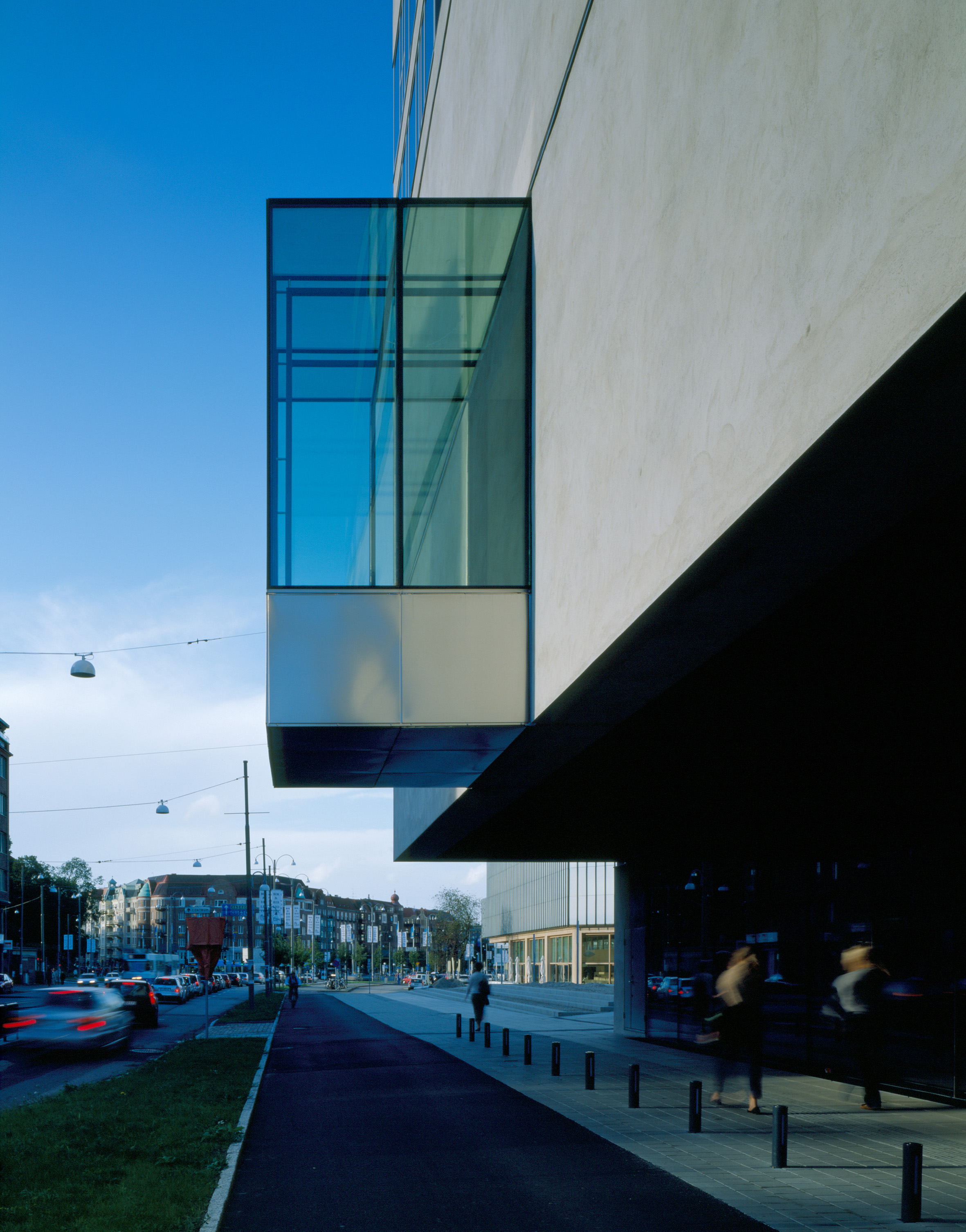
O museu visto da rua Södra Vägen
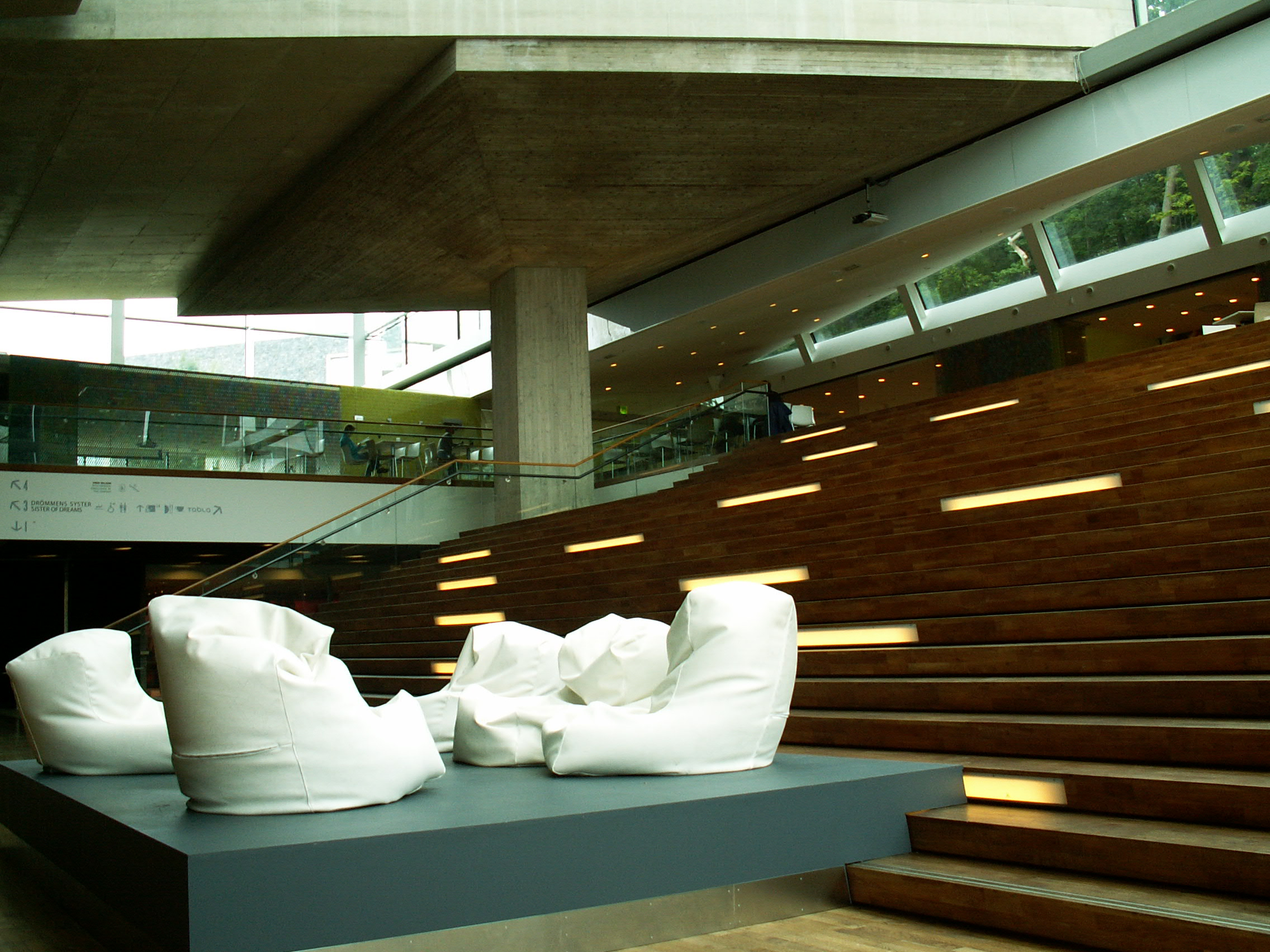
Palco de debates frente à escadaria